# Sint-Corneliuskerk (Meerdonk)

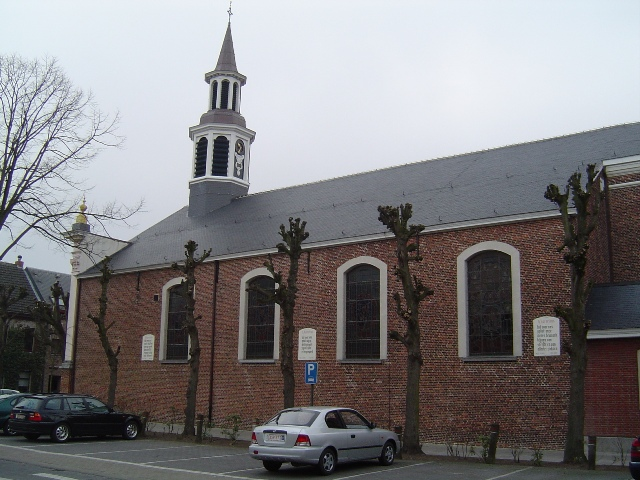
Sint-Corneliuskerk

De Sint-Corneliuskerk is de parochiekerk van de tot de Oost-Vlaamse gemeente Sint-Gillis-Waas behorende plaats Meerdonk, gelegen aan Plezantstraat 1.

## Geschiedenis
In 1682-1683 werd hier een kapel gebouwd die afhankelijk was van de parochie van Vrasene. Deze werd tijdens de Franse revolutie verbeurd verklaard en openbaar verkocht, doch gesloopt werd hij niet. In 1807 werd de kapel verheven tot parochiekerk.
In 1834 werd de kerk vergroot met één travee en werd ook een nieuwe voorgevel aangebracht. In 1836 werd de hele benedenkerk vernieuwd en in 1839 werd een nieuw koor gebouwd naar ontwerp van Jan De Somme-Servais. In 1844 werd het houten torentje geplaatst.

## Gebouw
Het betreft een driebeukige bakstenen kerk in neoclassicistische stijl. De voorgevel wordt gesierd door een driehoekig fronton en een sierlijk achtkantig houten klokkentorentje. Het koor heeft een halfronde apsis. Tegen de noordmuur zijn enkele oude grafstenen aangebracht.

## Interieur
De kerk bezit een schilderij, voorstellende de Aanbidding der herders, uit de school van Jordaens (17e eeuw). Van einde 18e eeuw is een kruisbeeld. Van 1745 zijn beelden van Sint-Ambrosius en Sint-Eligius. De preekstoel is in rococostijl (1768) en in dezelfde stijl zijn de kerkmeestersbanken. Verder kerkmeubilair dateert van de tijd van de vergroting van de kerk, de altaren zijn van 1853. Het orgel is beschermd als monument.